# ANIMAL INDEX
『ANIMAL INDEX』（アニマル・インデックス）は、ムーンライダーズの10枚目のオリジナル・アルバム。1985年10月21日発売。

## 解説
当時キャニオン・レコードに新設されたレーベル、「T.E.N.T」からの移籍第一弾。
全体のコンセプトは『動物』と『個人によるバンドの構築』であり、歌詞には動物が登場する。
各メンバーが2曲ずつ作曲しており、録音作業は各自で自由に行い、最終的に鈴木慶一がまとめている。

## 収録曲
全編曲：ムーンライダーズ

### SIDE A
1. 悲しいしらせ
作詞・作曲：鈴木慶一
海で亡くなったたこ八郎のことを歌った曲。
2. 犬にインタビュー
作詞：佐伯健三・白井良明　作曲：白井良明
3. ウルフはウルフ
作詞・作曲：鈴木博文
4. 羊のトライアングル
作詞：佐伯健三　作曲：岡田徹
5. さなぎ
作詞・作曲：かしぶち哲郎
6. Acid Moonlight
作曲：武川雅寛

### SIDE B
1. HEAVY FLIGHT
作詞：佐伯健三　作曲：白井良明
2. 夢が見れる機械が欲しい
作詞：鈴木慶一　作曲：岡田徹
3. Frou Frou
作詞・作曲：かしぶち哲郎
4. 駅は今、朝の中
作詞・作曲：鈴木博文
5. 僕は走って灰になる
作詞：鈴木博文　作曲：武川雅寛
6. 歩いて、車で、スプートニクで
作詞・作曲：鈴木慶一
動物に関連していないように思えるが、鈴木慶一曰く、原始人が進化していく曲だといい、自分が作詞作曲ということもあって、本作で一押しと語っている。

## PCCA-01856

### 解説
2003年、「T.E.N.T」レーベルからリリースされたカタログより7タイトルがリイシューされ、本作にはボーナス・トラックとして、ビデオ『DREAM MATERIALIZER』からのアルバム収録曲別バージョンを4曲追加収録。DSDマスタリング、ペーパースリーヴ仕様による初回生産限定盤としてリイシューされた。

### 収録曲
1. 悲しいしらせ (4'22") [1]
2. 犬にインタビュー (4'08") [1]
3. ウルフはウルフ (3'12") [1]
4. 羊のトライアングル (4'11") [1]
5. さなぎ (4'03") [1]
6. Acid Moonlight (1'46") [1]
7. HEAVY FLIGHT (3'52") [1]
8. 夢が見れる機械が欲しい (3'50") [1]
9. Frou Frou (3'53") [1]
10. 駅は今、朝の中 (3'20") [1]
11. 僕は走って灰になる (3'07") [1]
12. 歩いて、車で、スプートニクで (4'01") [1]
Bonus Track (from VIDEO『DREAM MATERIALIZER』)
13. Frou Frou studio live version (3'53") [1]
14. 犬にインタビュー studio live version (4'28") [1]
15. 夢が見れる機械が欲しい studio live version (3'58") [1]
16. 歩いて、車で、スプートニクで studio live version (3'57") [1]

### 音楽配信サイト
- ANIMAL INDEX <デジタルリマスター盤> - iTunes
- ANIMAL INDEX - AmazonMP3
- ANIMAL INDEX／ムーンライダーズ - mora
- ANIMAL INDEX<デジタルリマスター盤> - レコチョク

#### ハイレゾ配信
mora
- ANIMAL INDEX (FLAC | 96.0kHz/24bit)
- ANIMAL INDEX (FLAC | 192.0kHz/24bit)
- ANIMAL INDEX (DSD(DSF) | 2.8MHz/1bit)
- ANIMAL INDEX (DSD(DSF) | 5.6MHz/1bit)

VICTOR STUDIO HD-Music.
- ANIMAL INDEX | ムーンライダーズ | 96kHz/24bit
- ANIMAL INDEX | ムーンライダーズ | 192kHz/24bit
- ANIMAL INDEX | ムーンライダーズ | 2.8MHz
- ANIMAL INDEX | ムーンライダーズ | 5.6MHz

e-onkyo music
- ANIMAL INDEX